# Pierre Heurtaux
Pour les articles homonymes, voir Heurtaux.
Pierre Heurtaux nait à Rennes (Ille-et-Vilaine) en 1882. En 1922, il est élu, comme suppléant, au Comité directeur du Parti communiste français (PC). Il meurt en 1965. En 1927, il avait été exclu du PC.

## Biographie
Issu d'un milieu ouvrier et populaire, il s'installe jeune à Paris, où il travaille comme ouvrier-ajusteur dans les chemins de fer, avant de déménager à Laval et enfin Clichy en 1909.
Syndicaliste, il est notamment secrétaire du comité intersyndical de Clichy de 1910 à 1921. C'est sans doute dans la même période qu'il adhère à la SFIO.
Candidat malheureux aux municipales à Clichy en novembre 1919, il est élu conseiller d'arrondissement dans l'année suivante, et choisit à l'issue du Congrès de Tours de suivre la majorité de la SFIO qui constitue le Parti communiste français.
En 1921, il est élu conseiller municipal à la faveur d'une élection partielle et siège comme seul représentant de l'opposition à la mairie.
En mai 1925, il est candidat sur la liste communiste menée par Charles Auffray, qui est élu maire de Clichy, et lui-même devient premier adjoint. Le mois suivant, il est élu conseiller général de la Seine, dès le premier tour, avec 53 % des voix.
En mars 1927, il est exclu du PCF. Deux raisons l'expliquent : d'abord, ses désaccords politiques avec la direction, puisqu'il faisait partie, en 1925 des signataires de la « lettre des 250 » adressée à la direction de l'internationale, et qui critiquait la direction du PCF, mais aussi son manque de transparence vis-à-vis du parti dans sa gestion des affaires municipales.
Ayant rejoint le Parti socialiste communiste, c'est sous cette étiquette qu'il se représente au cantonales de 1929. Il perd son siège au profit d'Auffray.
Il quitte ensuite la vie politique, et déménage à Nanterre, puis à Moulay en Mayenne.

## Source
- Dictionnaire biographique du mouvement ouvrier, Les Éditions de l'Atelier, 1997.